# Peter Mosbacher
Peter Mosbacher (* 17. Februar 1912 in Mannheim; † 9. Oktober 1977 in Kempfenhausen; eigentlicher Name Ludwig Hermann Mosbacher) war ein deutscher Hörfunksprecher, Schauspieler und Theaterregisseur.

## Leben und Karriere
Mosbacher wollte zuerst Rennfahrer werden, aber nach einem schweren Motorradunfall folgte er dem Rat seines Schulkameraden Carl Raddatz und verlegte sich 1936 auf die Schauspielerei. Er spielte zunächst auf Bühnen in Mannheim, Darmstadt und Düsseldorf. 1941 wechselte er an das Deutsche Theater Berlin. Ab 1945 spielte er bei Willy Maertens am Thalia Theater in Hamburg, ab 1949 an den von Boleslaw Barlog geleiteten Theatern von Berlin. 1955 spielte er in der Premiere des Stücks "Die Katze auf dem heißen Blechdach" in Düsseldorf den trunksüchtigen Brick. Zuletzt war er am Theater auch als Regisseur tätig.

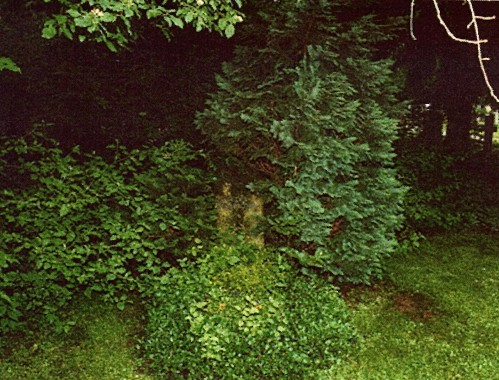
Grabstätte von Peter Mosbacher

Seit 1943 trat er auch vor der Kamera auf und spielte dort häufig den Bösewicht oder Schurken, etwa die männliche Hauptrolle in Lockvogel der Nacht. So war er auch 1968 in seinem letzten Kinoauftritt, der Edgar-Wallace-Verfilmung Im Banne des Unheimlichen als Mörder zu sehen. In der ersten Erich-Kästner-Verfilmung von Das doppelte Lottchen war er der Vater der beiden getrennten Zwillinge. Nebenrollen spielte er in den internationalen Filmproduktionen Ich, Dr. Fu Man Chu neben Christopher Lee sowie Mit teuflischen Grüßen an der Seite von Alain Delon und Senta Berger. In den 1960er-Jahren war Mosbacher in Schulfunk-Sendungen neben Heinz Reincke in den Kurzhörspielen von Neues aus Waldhagen zu hören. Zu seinen Auftritten als Hörspielsprecher gehört auch die Rolle des Dr. Kohimas im letzten Paul-Temple-Mehrteiler, der 1968 unter dem Titel Paul Temple und der Fall Alex erschien. Seine Partner waren Paul Klinger, Margot Leonard und Kurt Lieck.
Danach hatte er noch Rollen in einigen Fernsehproduktionen, etwa 1971 in dem Durbridge-Krimi Das Messer. Peter Mosbacher war auch als Synchronsprecher tätig und sprach unter anderem Rossano Brazzi und Dan Duryea (Winchester ’73).
Er war verheiratet mit der Schauspielkollegin Edith Schneider (1919–2012) und hatte mit ihr einen Sohn, Manuel, der später als Theaterregisseur in die Fußstapfen seines Vaters trat. Seine Enkelkinder Benedikt und Anna Lena Meisenberger hat er nicht mehr kennengelernt.
Er starb 65-jährig am 9. Oktober 1977 in Kempfenhausen an einem Herzinfarkt in einer Klinik am Starnberger See. Sein Grab befindet sich auf dem Waldfriedhof Obermenzing.

## Filmografie (Auswahl)
- 1943: Großstadtmelodie
- 1949: Die letzte Nacht
- 1949: Hafenmelodie
- 1950: Das doppelte Lottchen
- 1950: Export in Blond
- 1951: Schwarze Augen
- 1951: Sündige Grenze
- 1951: Es geht nicht ohne Gisela
- 1952: Heimweh nach Dir
- 1953: Von Liebe reden wir später
- 1953: Das Dorf unterm Himmel
- 1953: Der keusche Josef
- 1953: Rote Rosen, rote Lippen, roter Wein
- 1954: Ein Leben für Do
- 1954: Das ideale Brautpaar
- 1954: Canaris
- 1955: Der 20. Juli
- 1955: Hotel Adlon
- 1955: Roman einer Siebzehnjährigen
- 1956: Die ganze Welt singt nur Amore
- 1956: Liane, das Mädchen aus dem Urwald
- 1956: Salzburger Geschichten
- 1957: Die Letzten werden die Ersten sein
- 1957: Es wird alles wieder gut
- 1957: Der Fuchs von Paris
- 1958: Peter Voss, der Millionendieb
- 1958: Hoppla, jetzt kommt Eddie
- 1958: Romarei, das Mädchen mit den grünen Augen
- 1959: Peter Voss, der Held des Tages
- 1959: Lockvogel der Nacht
- 1963: Heimweh nach St. Pauli
- 1964: Die Sanfte
- 1964: Freddy, Tiere, Sensationen
- 1965: Ich, Dr. Fu Man Chu (The Face of Fu Manchu)
- 1967: Mit teuflischen Grüßen (Diaboliquement vôtre)
- 1968: Im Banne des Unheimlichen
- 1971: Das Messer
- 1974: Unter einem Dach (Fernsehserie, Folge Ein rätselhafter Fall)

## Hörspiele (Auswahl)
- 1960: Jean Giraudoux: Tessa (Lewis, Komponist) – Regie: Hanns Korngiebel (RIAS Berlin)
- 1962: George Bernard Shaw: Der Mann des Schicksals (Napoleon) – Regie: Kurt Raeck (Mitschnitt einer Aufführung im Renaissance-Theater Berlin – SFB)